# Santander Bank Polska
Santander Bank Polska — один з найбільших комерційних банків у Польщі. Займає третє місце за розмірами активів (після PKO BP і Pekao). Налічує близько 900 відділень в яких обслуговуються більше 3 млн клієнтів.

## Історія
Заснований у 2001 році, як «Bank Zachodni WBK». Головний офіс знаходиться у Варшаві. З 2011 року на 100 % належить іспанській групі Grupo Santander.
Станом на 7 вересня 2018 року мав 526 відділень, розташованих по всій Польщі. Мережу власних відділень доповнюють партнерські відділення, якими керують особи, які співпрацюють з банком за агентською угодою та пропонують обрані продукти та послуги «Santander Bank Polska». Банк має 1724 банкомати (станом на 27.08.2018) та 798 CDM (станом на 23.05.2018).

## Галерея

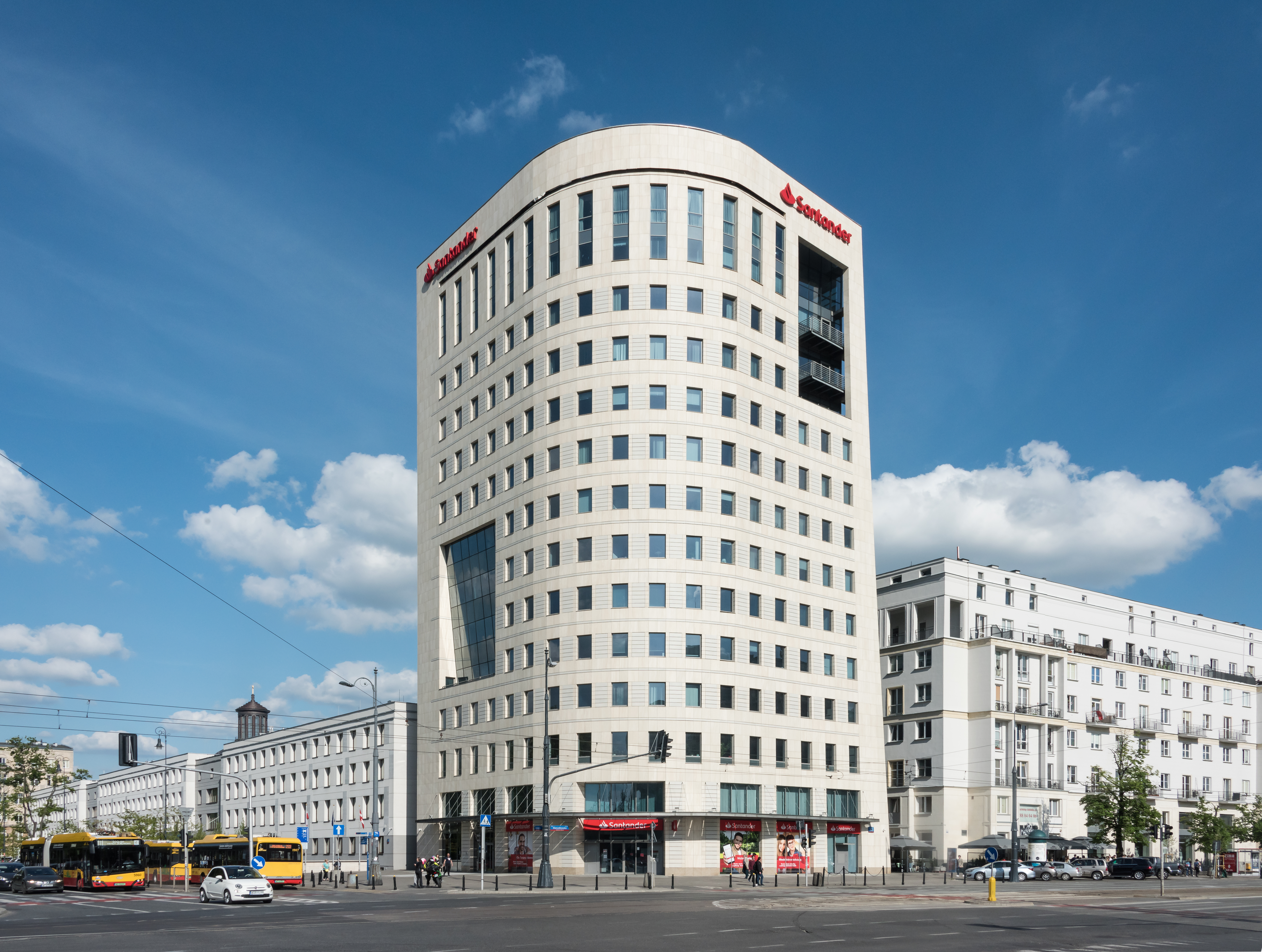
Головний офіс банку у Варшаві (2021)
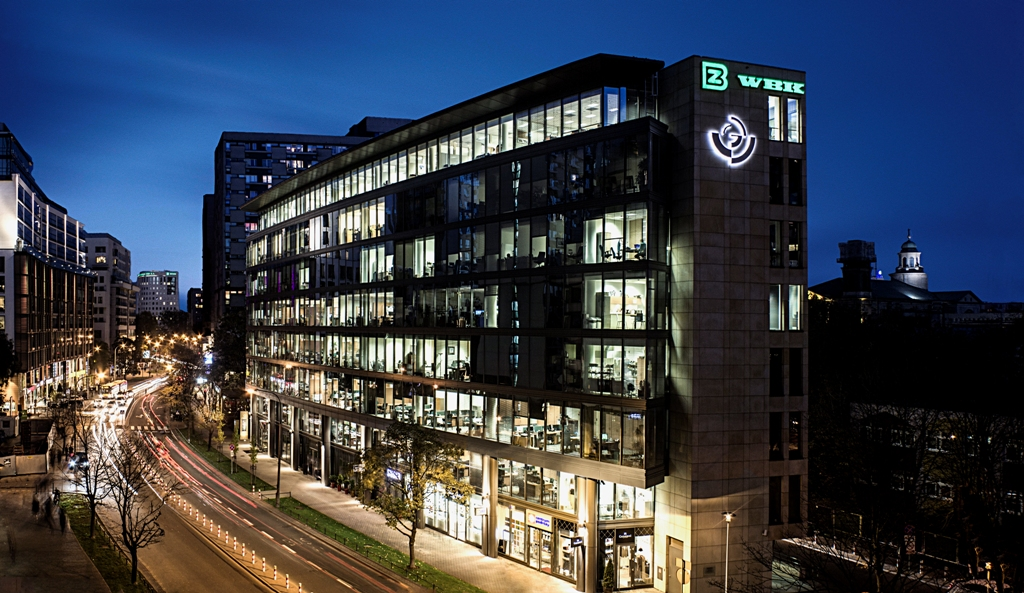
Офіс банку у Варшаві (2012)
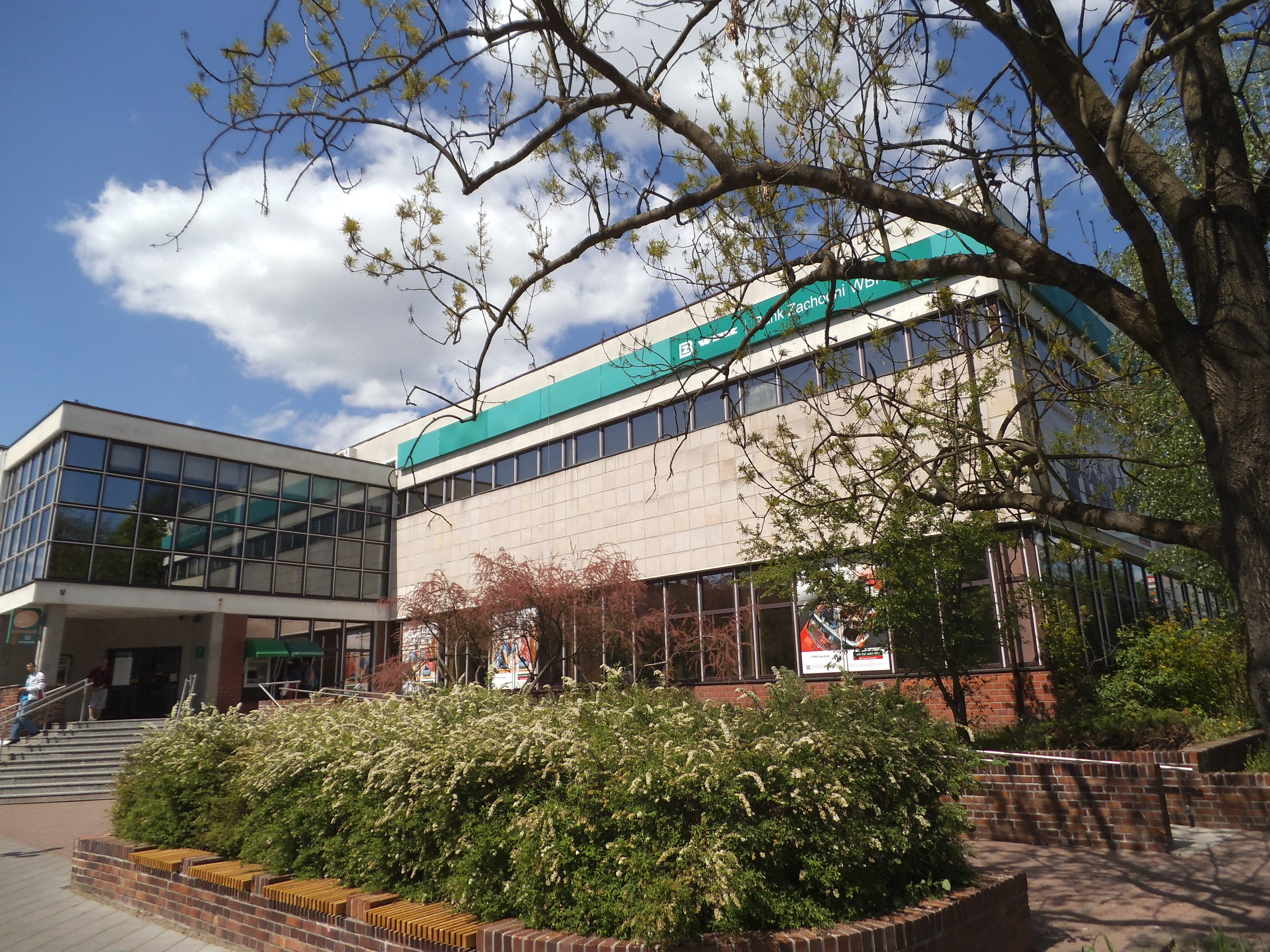
Відділення в місті Торунь (2015)
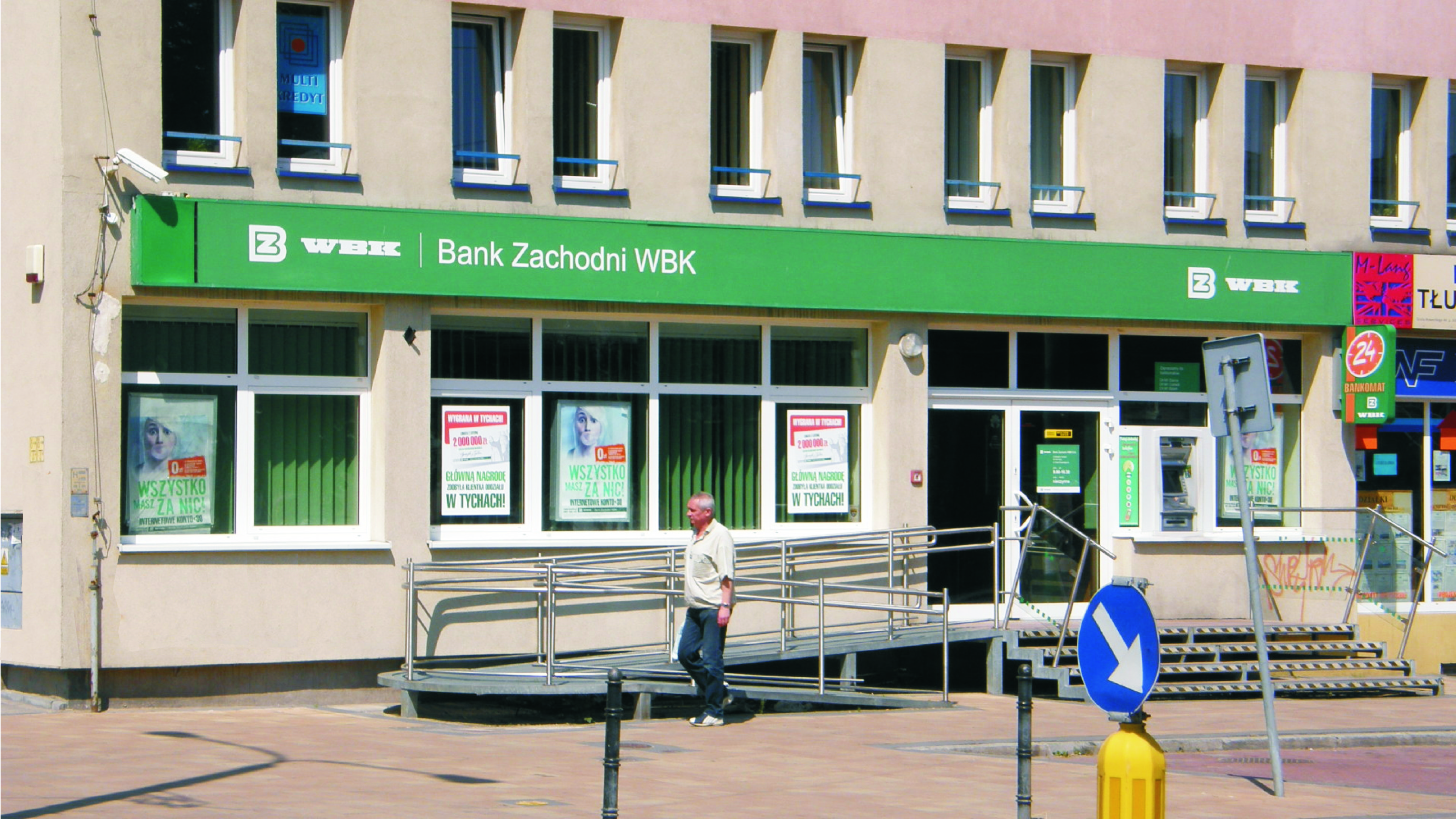
Відділення в місті Тихи (2009)
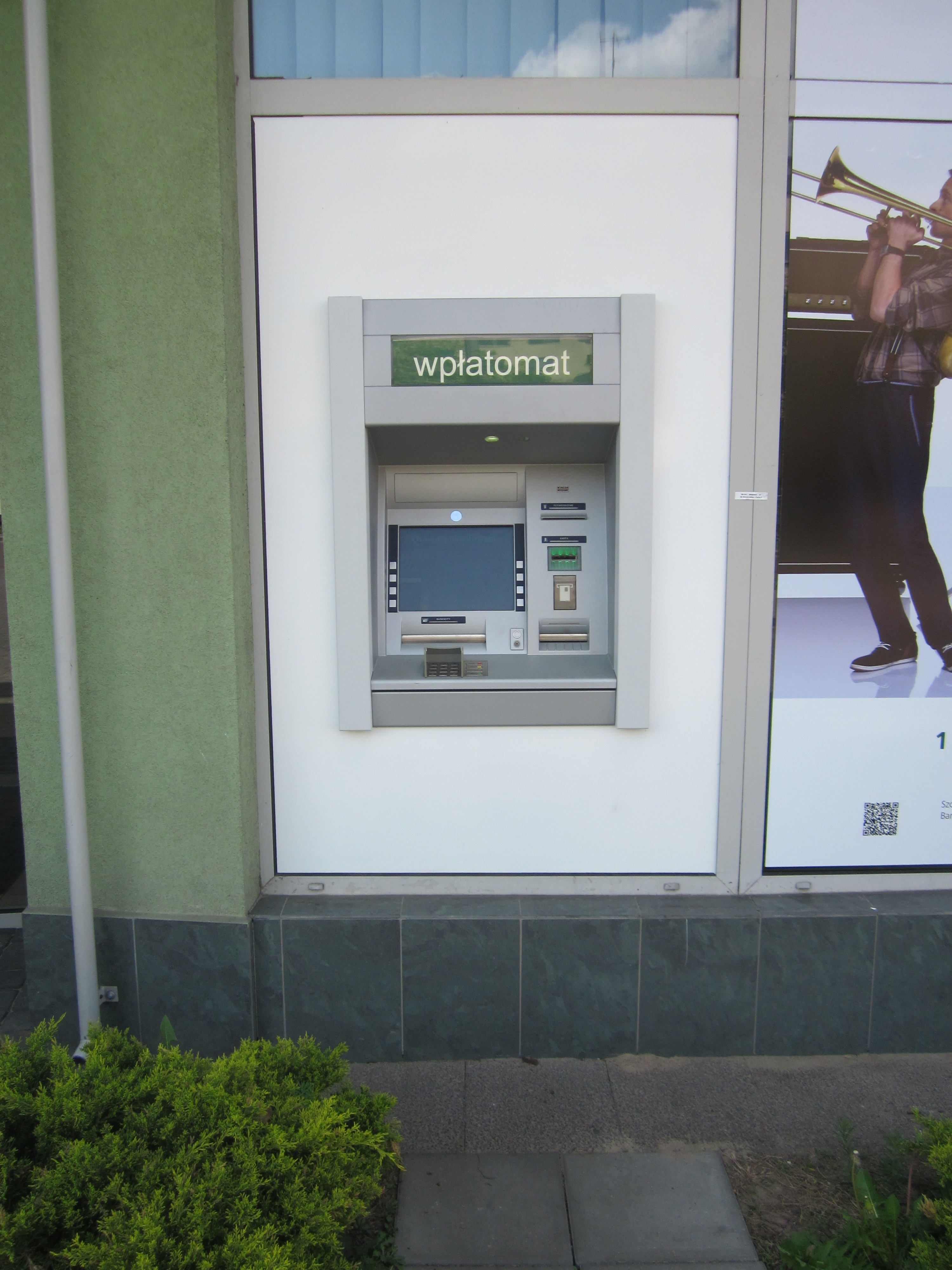
Банкомат в місті Білосток (2015)